# Gellonia
Gellonia là một chi bướm đêm thuộc họ Geometridae.